# Dimitrie Grecescu
Dimitrie Grecescu (n. 15 iunie 1841, Cerneți, România – d. 2 octombrie 1910, București, România) a fost un academician român, botanist, medic, membru titular (7 aprilie 1907) al Academiei Române. Adunând și determinând, cu sprijinul studenților săi, plante din toate zonele țării, a alcătuit cel mai complet ierbar de la noi — „Ierbarul florei României”, iar ulterior relațiile cu botaniștii de peste hotare i-au prilejuit alcătuirea unui „Ierbar european”. 

## Biografie
A intrat în 1856 în școala națională de medicină din București. A urmat la început alăturea cu studiile medicale și studiile liceale și a avut o deosebită predilecțiune pentru botanică. 
În 1863 a obținut titlul de licențiat în medicină și în 1864, în urma unui concurs pentru bursă în străinătate, a fost trimis de ministerul instructiunii publice ca student la facultatea de medicină din Paris, unde în 1868 a fost promovat doctor în medicină. 
Înapoindu-se în țară, a fost numit, prin concurs, profesor de botanică la școala națională de medicină și farmacie și director al gradinei botanice a școalei; iar în 1880, când s-a făcut transformarea acelei școli în facultate de medicină, a fost numit profesor la Universitatea din București și director al laboratorului de botanică medicală. 
În Războiul de Independență al României din 1877—1878 a luat parte ca medic-maior.
Anul 1898 marchează apariția lucrării sale cele mai importante, carte fundamentală a științei românești: „Conspectul Florei României". Plantele sunt aici clasificate riguros și extrem de judicios, iar alături de denumirea lor științifică figurează și cea populară.
A fost membru fondator al Societății Științelor Medicale din București, membru al Societății Naturaliștilor din Moscova și al Societății de Botanică din Franța, care i-a acordat medalia pentru merit științific, al societăii de științe naturale și matematice din Cherbourg și al altor societăți științifice străine. 
Este considerat un întemeietor al botanicii medicale din România. El lasă numeroase lucrări de o mare însemnătate științifică. Colecțiile botanice și marele erbariu al. florei României, constituesc un adevărat tezaur științific.